# Шульте-Хойтхаус, Герман
Ге́рман Шу́льте-Хо́йтхаус (нем. Hermann Schulte-Heuthaus; 15 января 1898 — 28 декабря 1979) — немецкий военный деятель, генерал-майор, участник Первой и Второй мировых войн.

## Биография
Из семьи помещиков.
Свою военную карьеру начал, вступив 14 октября 1914 года фанен-юнкер — унтер-офицером в Королевскую Прусскую армию (3-й Восточно-Прусский гренадёрский полк «Король Фридрих Великий» № 4).
20 января 1915 года произведен в фенрихи, затем назначен командиром взвода. С 10 марта 1915 года — лейтенант (без патента). С середины июля 1915 года, офицер снабжения при штабе полка. 11 сентября 1915 года получил патент лейтенанта. В конце ноября 1917 года, назначен батальонным, а в середине января 1918 года и полковым адъютантом. Этот пост он сохранил до конца войны. За время Первой мировой войны был награждён Железными крестами обоих классов и другими наградами. После войны, с начала февраля 1919 года — адъютант ликвидационного бюро своего полка и 3-й пехотной бригады.
30 апреля 1920 года зачислен в сухопутные войска сокращаемого до 200 000 Рейхсвера. Произведен в чин обер-лейтенанта.
О его последующих нескольких годах ничего не известно кроме того, что 21 октября 1925 года Шульте-Хойтхаус женился на Шарлотте Герхардт. В середине сентября 1934 года он вновь вступил в армию (числясь с 1 января 1934 года капитаном). 1 октября 1937 года назначен командиром роты в 4-й школе унтер-офицеров (Потсдам). С 1 января 1939 года — майор.
Во время мобилизации, предшествовавшей Второй мировой войне летом 1939 года переведен в пехотное училище в Потсдаме. 10 февраля 1940 назначен командиром 1-го батальона 1-го пехотного полка. Вместе со своей частью, входившей в состав 1-й пехотной дивизии весной 1940 года участвовал в кампании на Западе, был ранен. 1 августа 1940 года произведен в подполковники. В сентябре 1940 года со своим батальоном переведен в Восточную Пруссию. 25 ноября 1940 года, сдав командование, по-видимому, был переведен в резерв. 1 мая 1941 года назначен командиром 25-го разведывательного (мотоциклетного) батальона, которым (в составе 25-й мотопехотной дивизии) управлял летом 1941 года на юге России в начале Восточной кампании. С сентября 1941 года вместе с батальоном, находился на центральном участке Восточного фронта.
За время боёв Шульте-Хойтхаус заслужил пряжки к своим Железным крестам, а 23 января 1942 года был награждён Рыцарским крестом.
В конце февраля 1942 года он сдал командование 25-м батальоном и, после кратковременного пребывания в резерве, в марте 1942 года направлен в штаб армии «Африка». 1 апреля 1942 произведен в полковники. В том же году участвует в наступлении на Эль-Аламейн. С 17 по 22 сентября 1942 заменял генерал-майора Рамке, управляя 90-й Африканской дивизией и 22 сентября 1942 сдал командование генерал-майору Ульрих Клеману.
В начале июля 1943 года он был назначен командиром фузилёрного полка в дивизии «Великая Германия»; был вновь ранен. После выздоровления с конца марта до середины октября 1944 года командовал запасной бригадой той же дивизии в Котбусе. Затем был назначен преемником генерал-лейтенанта Фрица Кюльвайна на посту командира дивизии «Бранденбург». 1 марта 1945 года произведен в чин генерал-майора. После капитуляции немецкой армии, с начала мая 1945 года находился в плену у союзников, выпущен в 1947 году.